# Joseph R. Bodwell

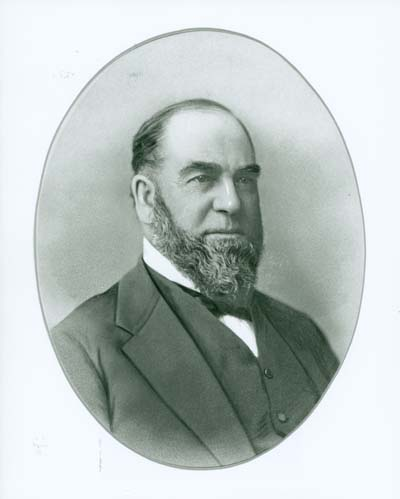
Joseph R. Bodwell

Joseph Robinson Bodwell (* 18. Juni 1818 in Methuen, Essex County, Massachusetts; † 15. Dezember 1887 in Hallowell, Maine) war ein US-amerikanischer Politiker und im Jahr 1887 Gouverneur des Bundesstaates Maine.

## Werdegang
Joseph Bodwell besuchte die örtlichen Schulen seiner Heimat in Massachusetts. Sein erstes Geld verdiente er bei seinem Schwager als Farmhelfer und Schuhmacher. Später arbeitete er als Steinmetz. Schon bald gelang es ihm zwei Betriebe in dieser Branche zu erwerben und selbst zu betreiben. Dabei wurde er zu einem der größten Hersteller von Granitsteinen in den gesamten Vereinigten Staaten.
Zwischen 1869 und 1871 war Bodwell Bürgermeister der Gemeinde Hallowell. Außerdem verbrachte er zwei Legislaturperioden im Gemeinderat dieses Ortes. Im Jahr 1886 wurde er als Kandidat der Republikanischen Partei zum neuen Gouverneur von Maine gewählt.
Bodwell trat sein neues Amt am 5. Januar 1887 an. In seiner kurzen Amtszeit wurden Gesetze zur Verbesserung der Arbeitsbedingungen erlassen. Auch ein Wohlfahrtsprogramm für Kinder wurde aufgelegt. Für weitere Reformen blieb Bodwell keine Zeit mehr. Er verstarb bereits am 15. Dezember 1887 und war damit weniger als ein Jahr im Amt.